# Tasa de error binario
La tasa de error binario o BER —siglas de la denominación en inglés Bit Error Rate o, en ocasiones, Bit Error ratio— se define como el número de bits recibidos de forma incorrecta respecto al total de bits enviados durante un intervalo especificado de tiempo. Es usado en telecomunicaciones para modelar un canal de comunicación.
También se puede tener la siguiente relación:
BER=Cantidad de bits recibidos con errores/Cantidad total de bits recibidos

## Valor mínimo establecido por la ICT
- CBER = 3E-2[cita requerida]
- VBER = 2E-4
- BER = 1E-7

## Ejemplo
Supongamos que la siguiente secuencia de bits fue transmitida por un canal:
0 1 1 0 0 0 1 0 1 1,
pero se recibió la siguiente secuencia:
0 0 1 0 1 0 1 0 0 1,
Para determinar el BER se divide 3 (número de bits con error) por 10 (número total de bits). La tasa de error de bit en este caso es de 0.3 o 30%. 